# Шимонович (герб)
Шимонович (пол. Szymonowicz, Symonides, Kościesza odmienna II) – шляхетський герб, за словами Шиманського різновид герба Костеша.

## Опис герба
Опис згідно з класичними правилами блазонування:
У червоному полі срібна стріла, розривається на кінці та перетинається перекладиною. Клейнод: лавровий вінок, на якому золоті два лицарських списа в косий хрест, і одне на них в стовп вістрям до низу. Намет червоний, підбитий сріблом.

## Найбільш ранні згадки
Присвоєно Шимону Шимоновичу, разом з ім'ям Бендонські 18 квітня 1590.

## Роди
Бендонські (Bendoński), Симонідеси (Symonides), Шимоновичі (Szymonowic - Szymonowicz).

## Зовнішні посилання
- Герб Pudłowski на сайті Генеалогія dynastyczna[недоступне посилання з червня 2019]